# بهاوانا رائو
بهاوانا رائو (انگلیسی: Bhavana Rao) زادهٔ (۶ ژوئن ۱۹۸۹) یک بازیگر هندی است که در بیشتر موارد در فیلمهای به زبان کنادا نقش آفرینی کرده‌است. او قبل از ایفای نقش اصلی در کولا کولایا موندهیریکا و ستاره‌ها، اولین بازی خود را در فیلم کنادا پرستاره بادبادک (۲۰۰۸) انجام داد که به خاطر بازی برجسته اش، باعث تحسین منتقدان شد.

## فیلم‌شناسی
| سال  | فیلم           | نقش     | زبان      | نکات                                                        | مرجع   |
| ---- | -------------- | ------- | --------- | ----------------------------------------------------------- | ------ |
| ۲۰۰۸ | بادبادک        | پاونی   | کنادا     | نامزذ، جایزه فیلم فیر برای بهترین بازیگر نقش مکمل زن- کنادا | [ ۵ ]  |
| ۲۰۱۲ | ستاره‌ها        | میرا    | تامیل     |                                                             |        |
| ۲۰۱۳ | دعوت به جنگ    | چاندینی |           |                                                             | [ ۶ ]  |
| ۲۰۱۶ | پاراپانچا      |         |           |                                                             | [ ۷ ]  |
| ۲۰۱۷ | لطفاً توجه کنید |         |           |                                                             | [ ۸ ]  |
| ۲۰۱۸ | رامبو ۲        | خودش    | کنادا     | حضور ویژه در یک آواز                                        | [ ۹ ]  |
| ۲۰۱۸ | خلافکار        | خودش    | کنادا     | حضور ویژه در یک آواز                                        |        |
| ۲۰۱۹ | جاده فرعی      | سونیا   | فیلم هندی |                                                             | [ ۱۰ ] |
| ۲۰۲۲ | خروج اضطراری   | هرویین  |           | نقش کوتاه و تأثیرگذار                                       | [ ۱۱ ] |

## پیوند بیرونی
- بهاوانا رائو در بانک اطلاعات اینترنتی فیلم‌ها (IMDb)
- Instagram